# Skarn
|  | Denne artikel er oprettet af botten Steenthbot ud fra en ekstern database. Den kan derfor have sproglige fejl eller mangler. Denne skabelon kan fjernes efter kontrol af indholdet. |

Skarn er en dansk kortfilm fra 2013 instrueret af Jonas Kærup Hjort.